# Voyager (grup de música)
Voyager és una banda de metal progressiu de Perth, Austràlia Occidental, formada l'any 1999. La banda ha publicat set àlbums de llarga durada. El seu setè àlbum d'estudi de llarga durada, Colors in the Sun, va ser llançat a tot el món l'1 de novembre de 2019 a través del segell discogràfic de metall francès-americà Season of Mist. Van representar Austràlia al Festival de la Cançó d'Eurovisió 2023 amb la cançó "Promise", acabant en novè lloc.

## Biografia
Voyager es va formar l'any 1999 a Perth per Adam Lovkis (bateria), Mark Baker (teclat) i Daniel Estrin (cant, teclat). Amb els anys, la composició del grup ha canviat periòdicament. El 2004, Voyager va publicar un primer àlbum, Element V. El 2022, el grup va participar a Eurovisió – Australia Decides, la preselecció australiana pel Festival de la Cançó d'Eurovisió. Va quedar en segon lloc amb la cançó «Dreamer». Un any més tard, Voyager va ser seleccionat internament amb la cançó «Promise» per representar Austràlia en el Festival de la Cançó d'Eurovisió 2023, que se celebrarà en la ciutat britànica de Liverpool.